# Der Affe und der Bräutigam
Der Affe und der Bräutigam ist eine Posse mit Gesang in drei Akten von Johann Nestroy. Das Stück entstand 1836 und wurde am 23. Juli dieses Jahres im Theater an der Wien uraufgeführt.

## Inhalt
Weil Wilhelm ein paar Zaubertricks zeigt, wird er von den einfältigen Verwandten seiner geliebten Berta für einen Hexenmeister gehalten. Auch möchte Flachkopf seine Tochter unbedingt an den Jugendfreund Mondkalb verheiraten. Dieser verkleidet sich – um der tierbegeisterten Berta zu imponieren – als Affe. Sein Diener Hecht meint dazu:
„Sie haben lange Hände, haben ein gagerlbeinernes G'stell, mit einem Wort, bei Ihnen macht's nur der Frack, sonst wären sie ganz Aff'.“ (Erster Akt, fünfzehnte Szene)
Gleichzeitig ist ein echter Affe aus einer Menagerie entkommen und treibt sich in Flachkopfs Haus und Garten herum. Mondkalb, der Wilhelm ebenfalls für einen Hexer hält, wird von diesem mit ewiger Verzauberung in einen Affen bedroht, wenn er auch nur ein Wort spricht. Nun werden der verkleidete und der echte Affe andauernd miteinander verwechselt und Flachkopf prügelt öfters den falschen, damit dieser Berta Freude mache.
Her da, du obstinates Biest, ich werd' dich lernen, den Melancholiker spielen, du sollst mir schon lebendig werden! (Erster Akt, dreiundzwanzigste Szene)
Mamok stiehlt ein kostbares Halsband, Tigerzahn fängt Mondkalb ein und bringt ihn in die Menagerie zurück, Flachkopf lässt Wilhelm als Hexenmeister verhaften. Immerzorn und Flachkopf glauben, in Mamok den verzauberten Mondkalb zu erkennen und wollen Wilhelm verbrennen lassen. Erst durch das Auftreten Tigerzahns und seiner Attraktionen wird die Verwechslung aufgeklärt und die beiden Liebenden können zusammenfinden. Auch Hecht ist erleichtert:
„Ich bin nur froh, daß Euer Gnaden kein Vieh sind.“ (Dritter Akt, vierzehnte Szene)

## Attraktionen auf den Vorstadtbühnen
Vor allem im 19. Jahrhundert feierten auf den Wiener Vorstadttheatern, besonders im Theater an der Wien und im Leopoldstädter Theater, Menschen als Darsteller verschiedener Kunststücke große Triumphe. Bis in die späten 1860er Jahre war das eine alltägliche Aufführungspraxis, die besonders während der Urlaubs- und Gastspielzeiten der bekannten Volksschauspieler als willkommene Abwechslung fungierte. Auch machte sie den Direktionen die Zusammenstellung des Spielplanes erheblich leichter, da Vortragsmeister, Improvisatoren, ländliche Sänger, Musikvirtuosen, Zauberkünstler, Gymnastiker, Tierdarsteller, Dompteure mit echten Tieren, Zirkusleute, Tänzer und Darsteller von „lebenden Bildern“ (tableaux vivants) einfach zu engagieren waren. Die Einnahmen stiegen noch, wenn diesen Darstellungen Einakter beigefügt oder dieselben in einem theatralischen Rahmen präsentiert wurden. 
Besonders Direktor Carl Carl ergänzte Ritter- und Historiendramen mit Hilfe ganzer Kunstreiter- und Dompteurtruppen und schuf derart „Spektakelschauspiele“ – im Volksmund „Roßkomödien“ genannt. Ein Beispiel ist Nestroys Werk Moppels Abentheuer (1837), in dem nicht nur zwei berühmte englische Gymnastiker, sondern auch eine lebende Giraffe auftraten.
Helmut Ahrens erwähnt, dass im Sommer 1836 das Repertoire des Theaters an der Wien von Carl nachdrücklich geändert worden war – Akrobaten, Gaukler, Kunstreiter zogen in das Vorstadttheater ein, der Zirkus vertrieb die Komödie.

## Werksgeschichte
Bei diesem Werk Nestroys handelte es sich um eine Arbeit im Auftrage seines Direktors Carl, die dem damals berühmten Artisten und Affendarsteller Eduard Klischnigg – zum ersten Male in Wien auftretend – Gelegenheit geben sollte, sich in seiner Paraderolle im Gorillakostüm zu präsentieren. Das eigentliche Theaterstück war deshalb wenig wichtig, da ja der Schwerpunkt der Vorstellungen beim glänzenden Gymnastiker Klischnigg lag. Dennoch hatte Nestroys Stück wesentlich mehr Qualität, als so manche Vorgänger und Nachahmer, denn es gelang dem Autor, die Figur des Affen in die Handlung einzubinden und besonders mit den Verwechslungsszenen Spannung zu erzeugen.
Johann Nestroy spielte den Diener Hecht, Wenzel Scholz den Gutsbesitzer Mondkalb, Franz Gämmerler den Wilhelm von Föhrenthal, Friedrich Hopp den Gerichtshalter Immerzorn, Ignaz Stahl den Herrn von Flachkopf, Eduard Klischnigg den Affen Mamok. 49-mal in Folge wurde das Stück gegeben.
Bei der Uraufführung waren der König beider Sizilien Ferdinand II. mit seiner Gattin Maria Christina von Savoyen, Erzherzog Franz Karl von Österreich mit seiner Gattin Sophie Friederike von Bayern (die Eltern des späteren Kaisers Franz Joseph I.) sowie die Erzherzogin Maria Klementine anwesend.
Mit dem Abtreten Klischniggs von der Bühne endete auch der große Erfolg der „Affenkomödien“, da es trotz mancher Versuche keinen gleichwertigen Nachfolger gab. Dennoch erfreute sich Nestroys Posse auch ohne begabten Affenartisten noch manchmal großen Zuspruchs, so wurde laut Bericht in der Wiener Theaterzeitung vom 12. Dezember 1858 das Stück im Wiener Thalia-Theater zum größten Erfolg dieses Jahres. Im Jahr 1903 spielte man in Brixen eine bearbeitete Version unter dem Titel Der Schwarzkünstler vor geistlichem Publikum als bissige Satire auf den bei Klerikern damals verhassten Charles Darwin.
Weder ein Original-, noch ein Theatermanuskript sind erhalten geblieben. Der Text stützt sich auf die erste gedruckte Nestroy-Gesamtausgabe von Ludwig Ganghofer und Vinzenz Chiavacci (Nestroys Gesammelte Werke, Bonz Verlag, Stuttgart 1890). Die (unvollständige) Original-Partitur von Kapellmeister Georg Ott ist in der Wienbibliothek im Rathaus aufbewahrt. Sie besteht aus dem Schutzdeckel, dem Titelblatt, dem Lied Hechts (1. Akt, 7. Szene: Die erste Reis' in mein' Leben, …), dem Duett Hecht/Genofeva (2. Akt, 8. Szene: A Gattung von Affen zum Beispiel weiß ich, …) und dem Quodlibet der beiden (3. Akt, 3. Szene: Genofeva, dich zu meiden, …).

## Zeitgenössische Rezeptionen
Die zeitgenössischen Kritiker beschäftigten sich, dem Publikumsgeschmack entsprechend, wesentlich mehr mit der Darstellungskunst Klischniggs als mit dem Stück Nestroys.
In der Wiener Theaterzeitung von Adolf Bäuerle schrieb der Rezensent Heinrich Adami gleich nach der Aufführung:
„An und für sich hat wohl die Posse keinen Wert und darf auch mit dem, was Nestroy bisher leistete, weder verglichen, noch nach gleichem Maßstabe beurteilt werden, allein für ein Gelegenheitsstück mag sie immerhin als eine nicht mißlungene Arbeit anzusehen sein, und den Anforderungen eines zur Unterhaltung aufgelegten Publikums genügen. […] Als eine in der Tat außerordentliche Erscheinung zeigte sich der aus vielfachen auswärtigen Berichten uns angerühmte und nun zum ersten Male auch in Wien aufgetretene Affendarsteller Herr Klischnigg. […] Seine Behendigkeit, die Biegsamkeit und Gelenkigkeit seiner Gliedmaßen sind erstaunlich und übertreffen alles, was bisher in der Art in Wien gesehen wurde.“
Der Sammler vermerkte am 30. Juli – nach einer Klage, dass diese Art der Unterhaltung von Paris aus die deutschen Bühnen erobert habe:
„Wer nicht selbst sich die kleine Mühe nimmt, einen Abend zu opfern, der würde geradezu für unmöglich halten, was man ihm von der Vorstellung Klischniggs sagen möchte. Diese Schnelligkeit, diese Behendigkeit, diese federballmäßige légèreté sind dem menschlichen Auge unbegreiflich. […] Die Posse selbst gehört unter die Klasse der besseren Erzeugnisse des Herrn Nestroy. Die Lösung des Knotens ist nicht unwirksam gegriffen, die Affen-Metamorphose äußerst drollig und gut, von angenehmen Situationen durchwürzt.“
Am 1. August 1836 war in der Wiener Zeitschrift zu lesen, es habe sich bei diesem Stück um eine gelungene „Gelegenheitsposse“ gehandelt:
„Herr Nestroy hat sich als ein geschickter Mann aus der Affäre gezogen und eine sehr ergötzliche Posse geschrieben, die ihrem Zwecke vollkommen entspricht, ohne zum bloßen Kanevas herabzusinken, in welchen bloß die Künste des gastierenden Affen als auffrischende Dessins eingewebt sind. […] Von den Darstellern wird natürlich in erster Linie der ‚erste Mimiker der Theater in Paris und London‘ gebührend gelobt.“
In allen Kritiken wurde neben Herrn Klischnigg auch die publikumswirksame Darstellungskunst der anderen Schauspieler beschrieben.

## Spätere Interpretationen
Bei Helmut Ahrens wird festgestellt, dass es nicht für den guten Geschmack des Vorstadt-Publikums gesprochen habe, wenn es Klischniggs Affenkunststücke bejubelte, sich für Nestroys nächstes Werk, Eine Wohnung ist zu vermiethen in der Stadt (1837), aber ganz und gar nicht erwärmen konnte. Die harmlose Affenkomödie sei besser angekommen, als ein Stück, das ihm allzu deutlich den Spiegel vorgehalten habe.
Otto Rommel nennt das Stück eine „echte, durch kein Moralisieren und Dozieren verfälschte Posse“, die das Hauptmotiv der Harlekinade – Vater will Tochter an ungeliebten alten Herren verheiraten – sogar in die artistische Komödie hineintrage.

## Text
- Text auf nestroy-werke.at/index (abgerufen am 29. September 2014)